# 突厥汗国
突厥汗国（轉寫：Türk），又稱突厥第一汗國、突厥第一帝國或古突厥汗國，是由阿史那氏部族在中世紀前期亚洲内陆建立的汗國。土門可汗及其兄弟室點密建國後，繼承柔然汗國故地，突厥人開始成為蒙古高原的霸主，並迅速擴張其在中亞的版圖。該汗國成為中亞歷史上第一個橫跨歐亞大陸的帝國，疆域從滿洲平原一直延伸到黑海東岸。
在突厥語民族建立的一系列國家中，該汗國首次在政治上使用「突厥」一詞。突厥汗國位處連接東西方貿易的絲綢之路上，而且疆域橫跨歐亞大陸，因此突厥與同時期的三大帝國（東羅馬帝國、薩珊波斯和中國王朝）往來甚多，在各方軍事及地缘政治上有巨大影響力。
儘管汗國使用的古突厥語屬於西伯利亞語支，但由於粟特人在突厥汗國中的巨大影響力，其早期的官方文獻和錢幣卻是用粟特文字書寫的。古突厥文字是在6世紀上半葉發明的。直至後突厥汗國復興後，鄂爾渾突厥語才開始使用突厥字母書寫。
在一系列衝突和內戰之後，統一的突厥汗國於603年滅亡，分裂為東突厥汗國和西突厥汗國。唐朝初年經過數場戰爭，於630年征服東突厥，又在657年消滅了西突厥，西突厥故地隨後演化出突騎施等一系列汗國。而後突厥汗國（又稱突厥第二汗國）於682年建立於東突厥故土，一直持續到744年被回鶻汗國取代。

## 歷史

### 建立
突厥汗國的起源可以追溯到公元546年，當時土門可汗率先出擊，擊退了回鶻和鐵勒族群，後者正計劃反抗其宗主國柔然汗國。土門可期望以此功績獲得柔然公主，從而嫁入柔然汗庭。然而，柔然可汗阿那瓌派遣使者前往土門，斥責他道：“爾是我鍛奴，何敢發是言也？”由於阿那瓌的「鍛奴」（铸铁的奴隶）之語已被中國史書記載，因此有人認為突厥人確實是柔然精英階層的铸铁僕人，而「鍛奴制度」可能表明柔然社會關係中存在著一種附庸社會關係。根據中亞歷史學者丹尼斯·塞诺的說法，這段引文表明突厥人擅長冶金，儘管尚不清楚他們是礦工還是鐵匠。無論如何，突厥人是「奴隸」的說法不必從字面上理解，而可能代表了一種附庸形式，甚至是不平等的聯盟。

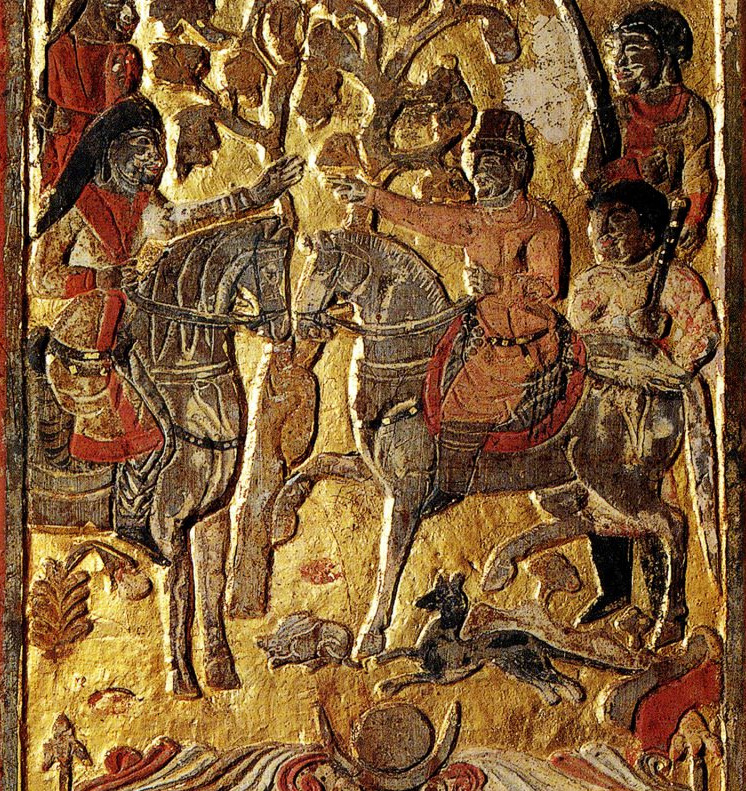
中國西安安伽墓出土的匾額，描繪了579年一位粟特商人（右）正在迎接一位突厥領袖（左，長髮梳於腦後）。

失望的土門與南北朝的西魏結盟，迎娶長樂公主，共同對抗他們的柔然敵人。552年，土門在六镇（今河北張家口）以北擊敗了阿那瓌及其軍隊。突厥汗国取代了柔然汗國，成為蒙古高原的霸主。

### 西征

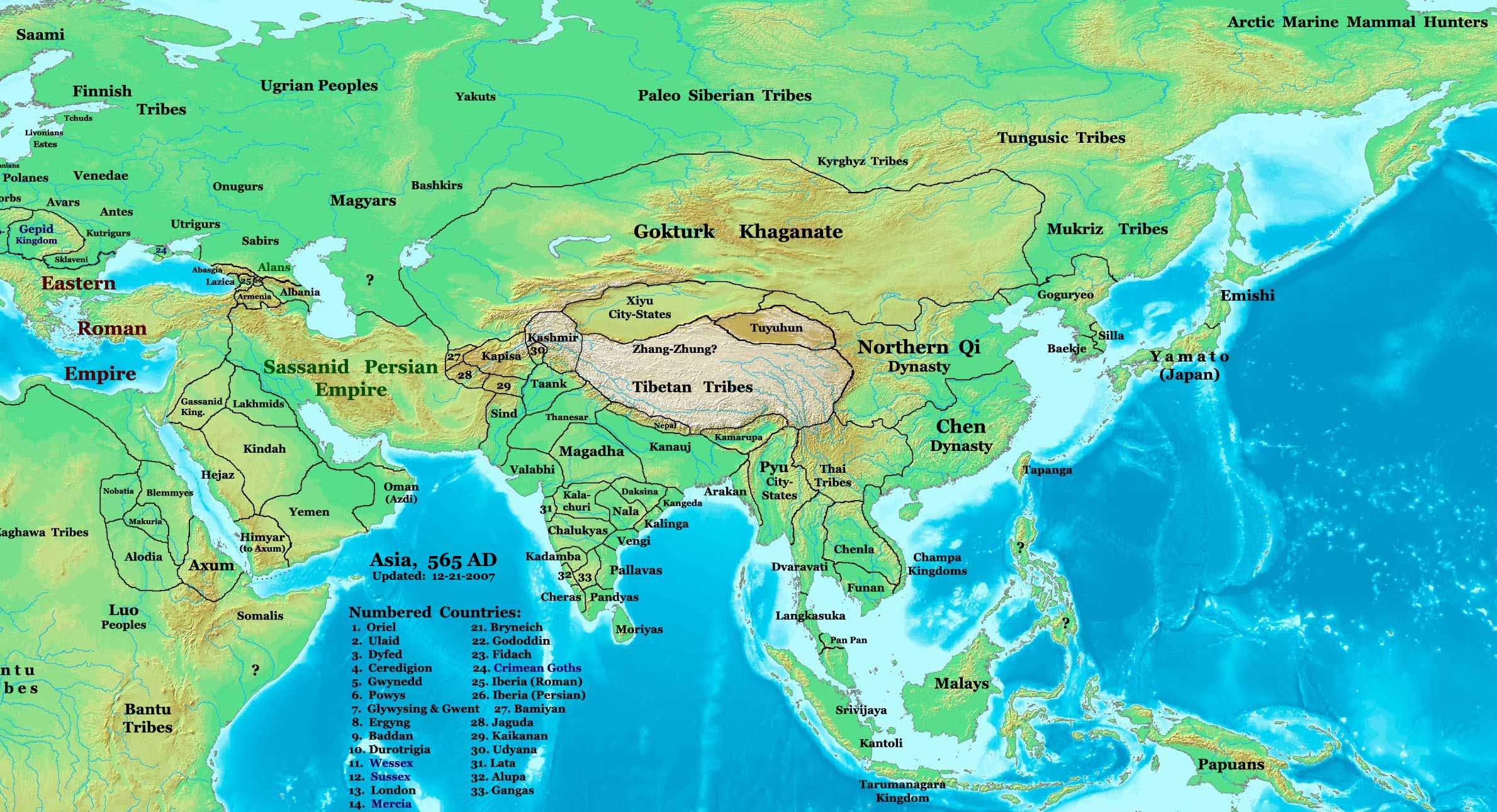
565年的突厥汗国（Gokturk Khaganate）在歐亞大陸上

土門在戰爭和外交上都表現出色，於於都斤自立為伊利可汗，但僅數月後便去世。他的兒子木杆可汗擊敗了嚈噠帝國。
土門的兄弟室點密被尊稱為「西葉護」。阿史那氏族的西支事實上獨立，而東支則輩份較高。557年，室點密與薩珊波斯帝國結盟，擊敗並摧毀了柔然的盟友嚈噠人（布哈拉之戰）。這場戰爭鞏固了突厥對絲綢之路的控制。568年，突厥公主阿史那（木杆可汗之女）與鮮卑族領導的北周武帝聯姻，進一步鞏固了突厥與南北朝時期北方中原政權聯盟。
阿瓦爾人在西方出現一直被解讀為一個為躲避突厥西征而形成的遊牧民族，但由於缺乏明確的資料和年代順序，其具體意義仍有爭議。中亞歷史學家勒內·格魯塞認為阿瓦爾人與嚈噠帝國的滅亡有關，而非柔然汗國的滅亡；而丹尼斯·西諾則認為，柔然-阿瓦爾人之分「在各篇文章、各本書中反覆出現，卻毫無證據支持」。
室點密的西征將突厥人帶入了歐洲。576年，突厥人渡過刻赤海峽進入克里米亞。五年後，他們圍攻了東羅馬帝國控制下的克森尼索；他們的騎兵一直在克里米亞草原上游盪，直到590年。至於南部邊界，則劃定在阿姆河以南，這使得突厥人與其昔日的盟友波斯帝國萨珊王朝發生了衝突。589年，第一次波斯-突厥戰爭中突厥被波斯擊敗。直到西元589年，巴克特里亞的大部分地區（包括巴爾赫）仍然是突厥汗国的屬地。

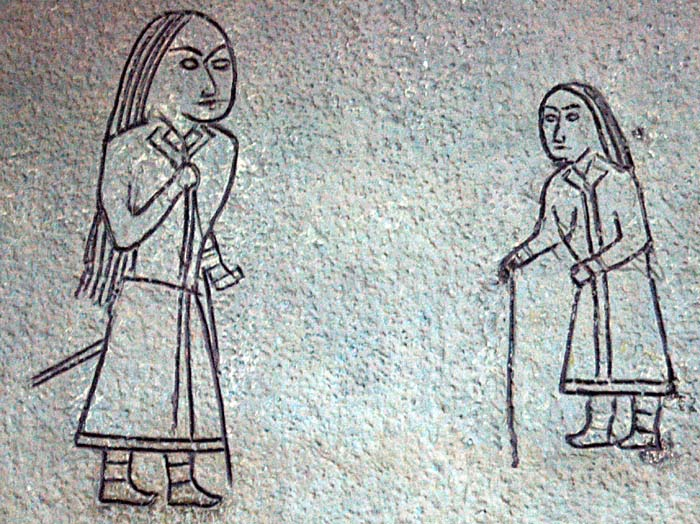
蒙古的突厥岩畫（6至8世紀）。
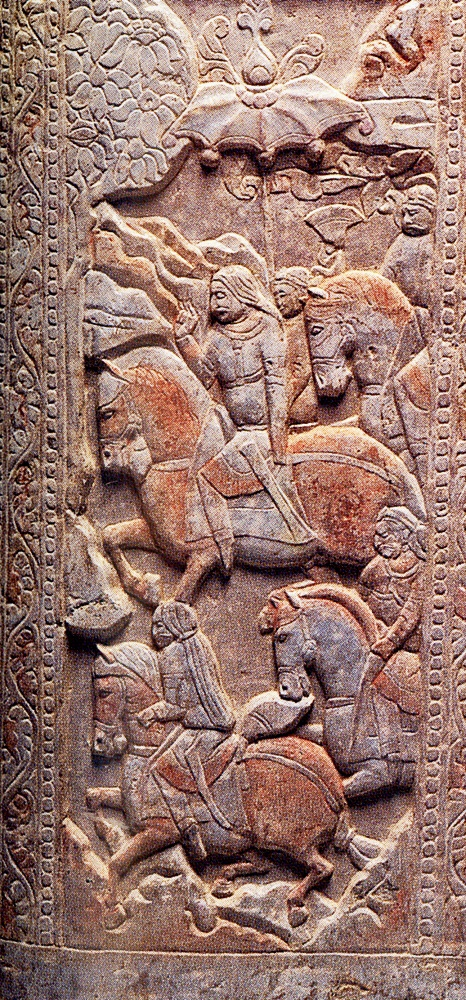
粟特商人墓葬中，美保葬床（英语：Miho funerary couch）出土的長髮突厥騎兵。約西元570年。
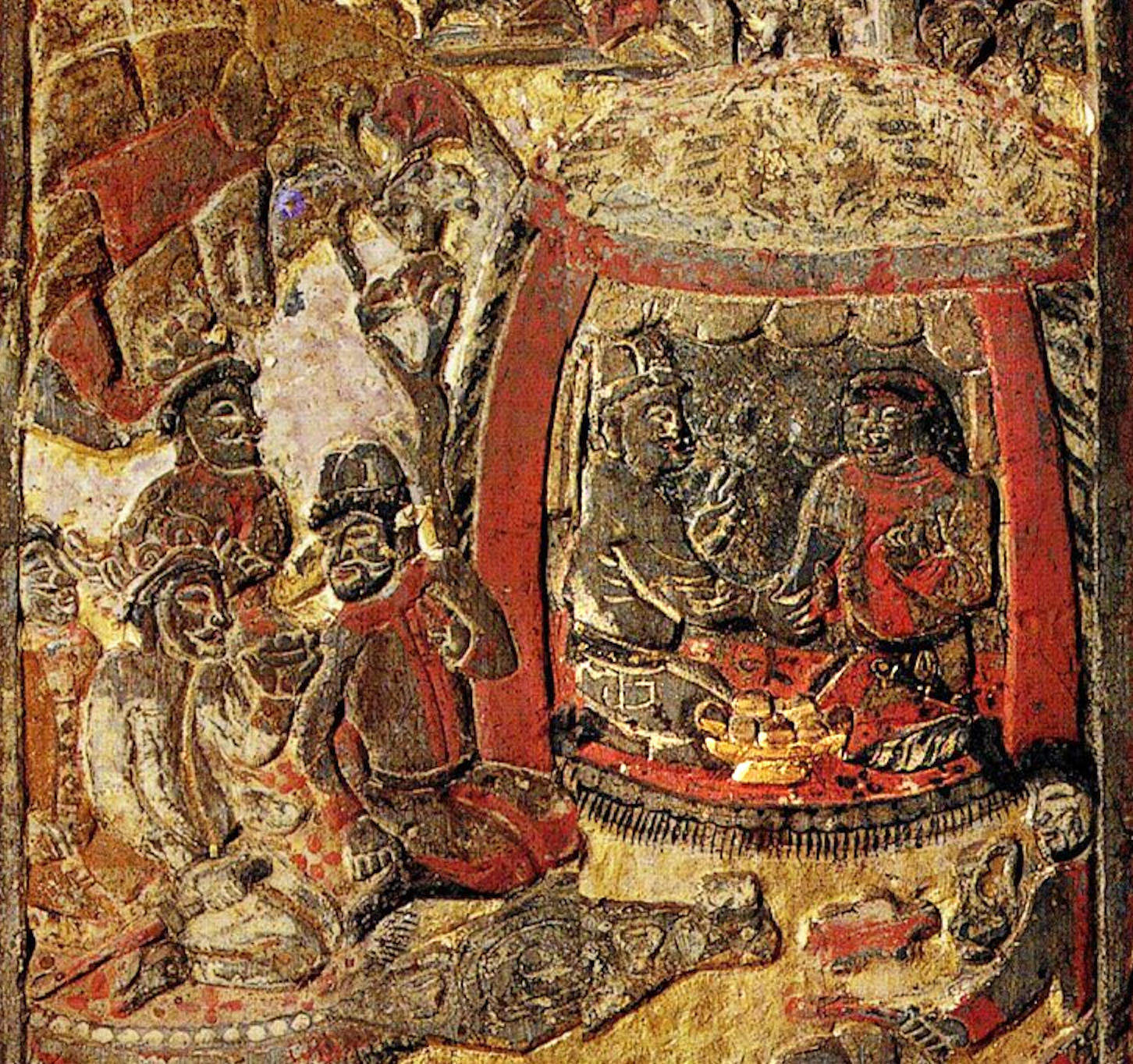
粟特商人安伽與一位突厥酋長在蒙古包內。579年中國西安安伽墓

### 突厥與東羅馬帝國的關係

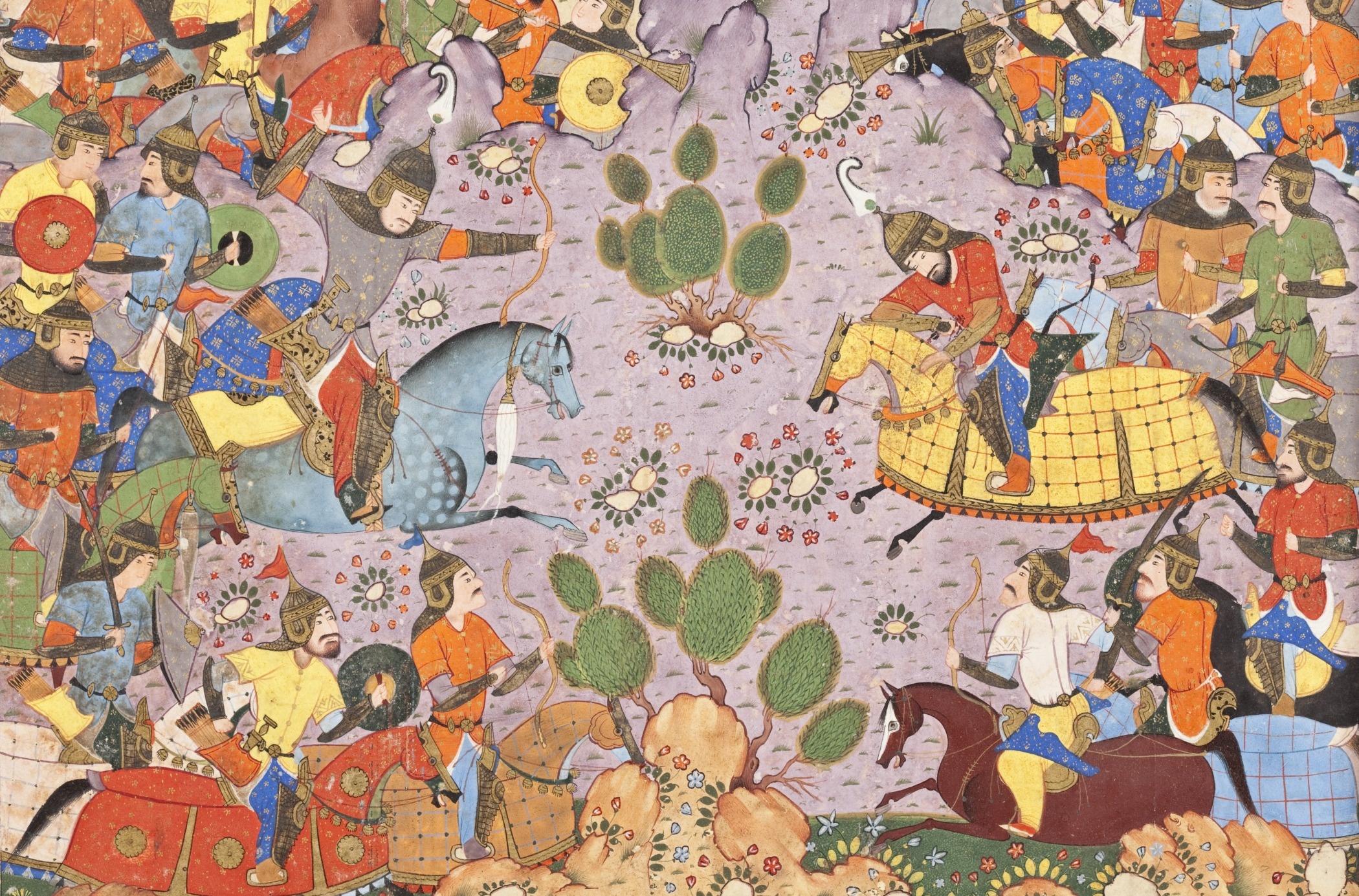
列王紀中，波斯王巴赫拉姆六世與突厥莫何可汗交戰時的圖畫（第一次波斯-突厥戰爭）

突厥汗国在東羅馬帝國與波斯帝國薩珊王朝的關係中扮演了重要角色。第一次接觸據信發生在563年，突厥使團拜會了東羅馬皇帝查士丁尼大帝，與558年突厥人的奴隸（阿瓦爾人）趁突厥與嚈噠打仗時逃亡有關。
第二次接觸發生在粟特外交官馬尼亞說服室點密可汗（在希臘文獻中也稱為常瑟波羅斯）直接派遣使團前往帝國首都君士坦丁堡。使團於568年抵達，向剛即位的皇帝查士丁二世獻上絲綢作為禮物。雖然粟特人只對貿易感興趣，但使團中的突厥人卻向東羅馬人提議結盟對抗波斯人，查士丁二世同意了。此前，波斯因與突厥汗国交惡而斷絕了與突厥人的聯盟。這個軍事聯盟保證了從中國西行的絲綢安全運抵，並增加了薩珊波斯兩線作戰的風險，最終導致了572-591年東羅馬-波斯戰爭。569年，東羅馬官員澤馬庫斯率領的使團受到了熱烈歡迎，這可能鞏固了兩國之間的軍事聯盟。
575-576年，東羅馬官員瓦倫丁率領另一批使團出使，圖爾克桑索斯設（設，當地突厥總督）以叛國罪名對他們懷有敵意。他們要求代表團成員在室點密的葬禮上，劃破自己的臉以示羞辱。新統治者达头可汗隨後表現出的敵意在東羅馬的著作中也有所記載。這些侮辱反映了兩國之間的軍事聯盟破裂，原因可能是突厥人未能從協議中得到滿足，並意識到自己被利用了，而他們不再與東羅馬帝國的當前目標保持一致（東羅馬因此不信任突厥人作為合作夥伴）。
然而，敵人的敵人就是朋友。584年突厥汗国襲擊了阿瓦爾汗国，當時阿瓦爾人洗劫了巴爾幹半島的一座東羅馬城市安基阿盧斯。

### 分裂

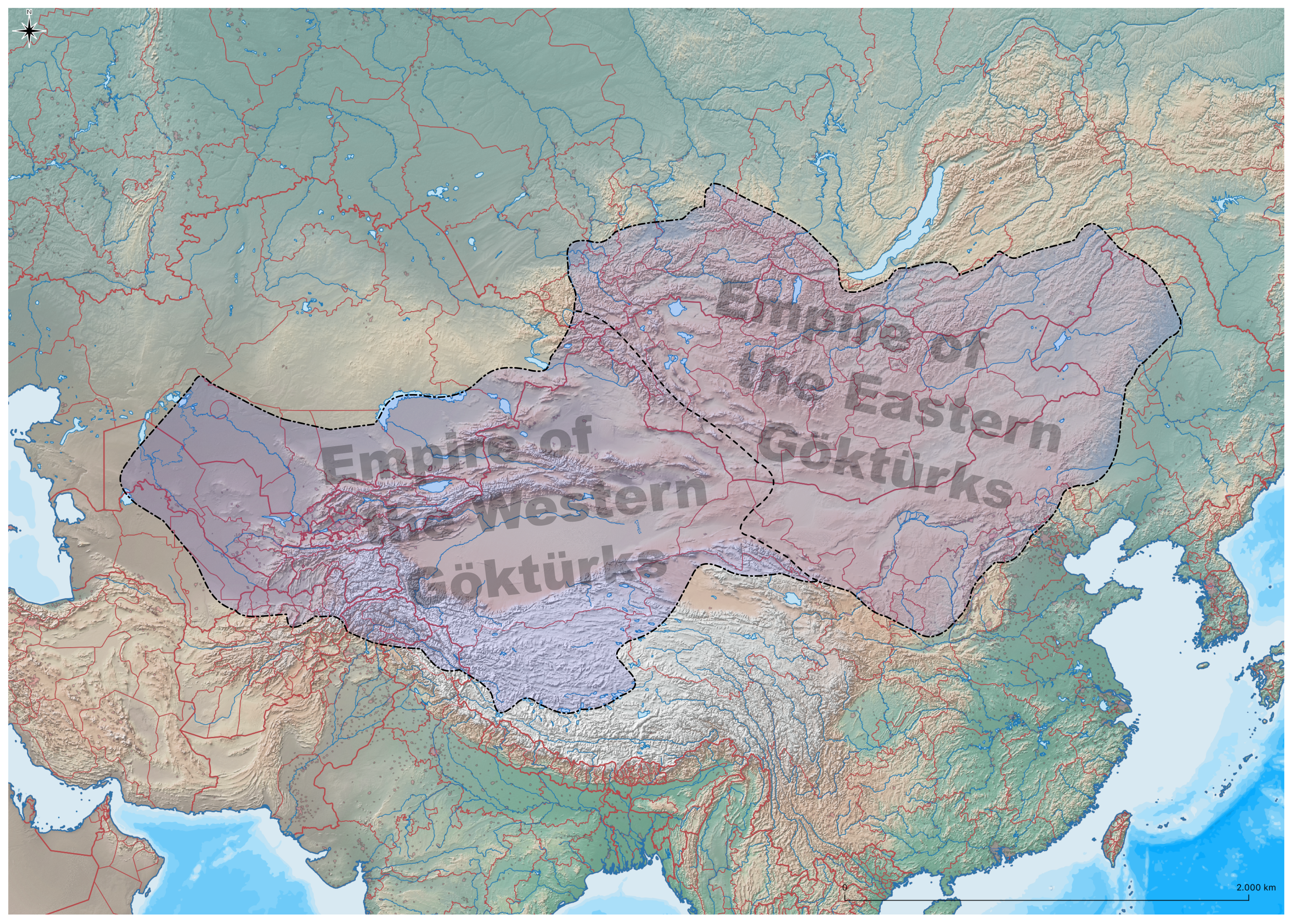
突厥内战

581年，第四任汗王佗缽可汗去世，汗國因繼承權問題一分為二。他原本將可汗的頭銜傳給木杆可汗之子阿波可汗，但最高議政委員會卻任命了沙缽略可汗。兩位可汗周圍都各自形成了派系。不久之後，有四個競爭對手都覬覦可汗頭銜。隋朝和唐朝成功地挑撥了他們之間的矛盾。
室點密之子，西突厥达头可汗，試圖徹底獨立。他攫取了可汗頭銜，率軍東徵，奪取了汗庭於都斤。
為了鞏固自身地位，東突厥的沙缽略可汗承認了隋煬帝的宗主權，以尋求隋朝的庇護。西元600年左右，达头可汗攻打隋朝首都大興，要求隋煬帝停止干涉內戰。作為報復，隋朝外交成功煽動达头麾下鐵勒諸侯起義，最終導致达头統治於603年終結。持不同政見的部落包括回鶻和薛延陀。

#### 東突厥汗国
內戰導致突厥汗国分裂為東西兩部分。東部仍由於都斤統治，處於隋朝的勢力範圍內，仍稱突厥。始畢可汗（609-619年在位）和頡利可汗（620-630年在位）趁隋末民變之際進攻了中原。始畢可汗在巡視北部邊疆時突然襲擊雁門郡，險些俘虜了隋煬帝，但始畢的漢族妻子義成公主——此前曾受蕭皇后的厚待——提前發出警告，讓隋煬帝和蕭皇后有時間逃往今山西代縣的郡治。西元615年9月11日，突厥軍隊圍攻了代縣，但由於隋軍增援，以及義成公主向其丈夫謊報突厥北方被襲擊（可能指西伯利亞的遊牧民族，因突厥北方並沒有任何國家），導致圍攻在攻城未完成前就解除了。
626年，頡利可汗趁唐朝玄武門之變，進軍長安。626年9月23日，頡利可汗率領鐵騎抵達便橋（今陝西鹹陽）以北的渭河之濱。626年9月25日，唐太宗與頡利結盟，在界橋上與頡利會面。唐太宗指責頡利越界。頡利見太宗氣勢洶洶，誤以為唐朝援軍已到，加上兩年前在彬州見到了當時還是太子的李世民，並被要求決鬥。頡利同意結盟退兵，史稱渭水之盟，又稱便橋會盟。會晤後的第三天，頡利可汗送來三千匹馬、一萬隻羊到邊境，準備賠償唐朝，但唐太宗認為賠償太少，沒有接受。東突厥總共有67次入侵中國本土的紀錄。
頡利可汗被其鐵勒諸部（626-630年）的叛亂推翻，這些部落與唐朝結盟。在中國史籍中，這個部落聯盟被稱為回紇（維吾爾族）。
630年3月27日，李靖率領的唐軍在陰山之戰中擊敗了由頡利可汗統領的東突厥汗國。頡利可汗逃往鐵山，但630年5月2日 ，張寶祥的軍隊攻至鐵山。頡利可汗被俘並送往長安，東突厥汗國被納入唐朝的羈縻體系。唐太宗說：「這足以彌補我在渭水的恥辱。」

#### 西突厥汗国

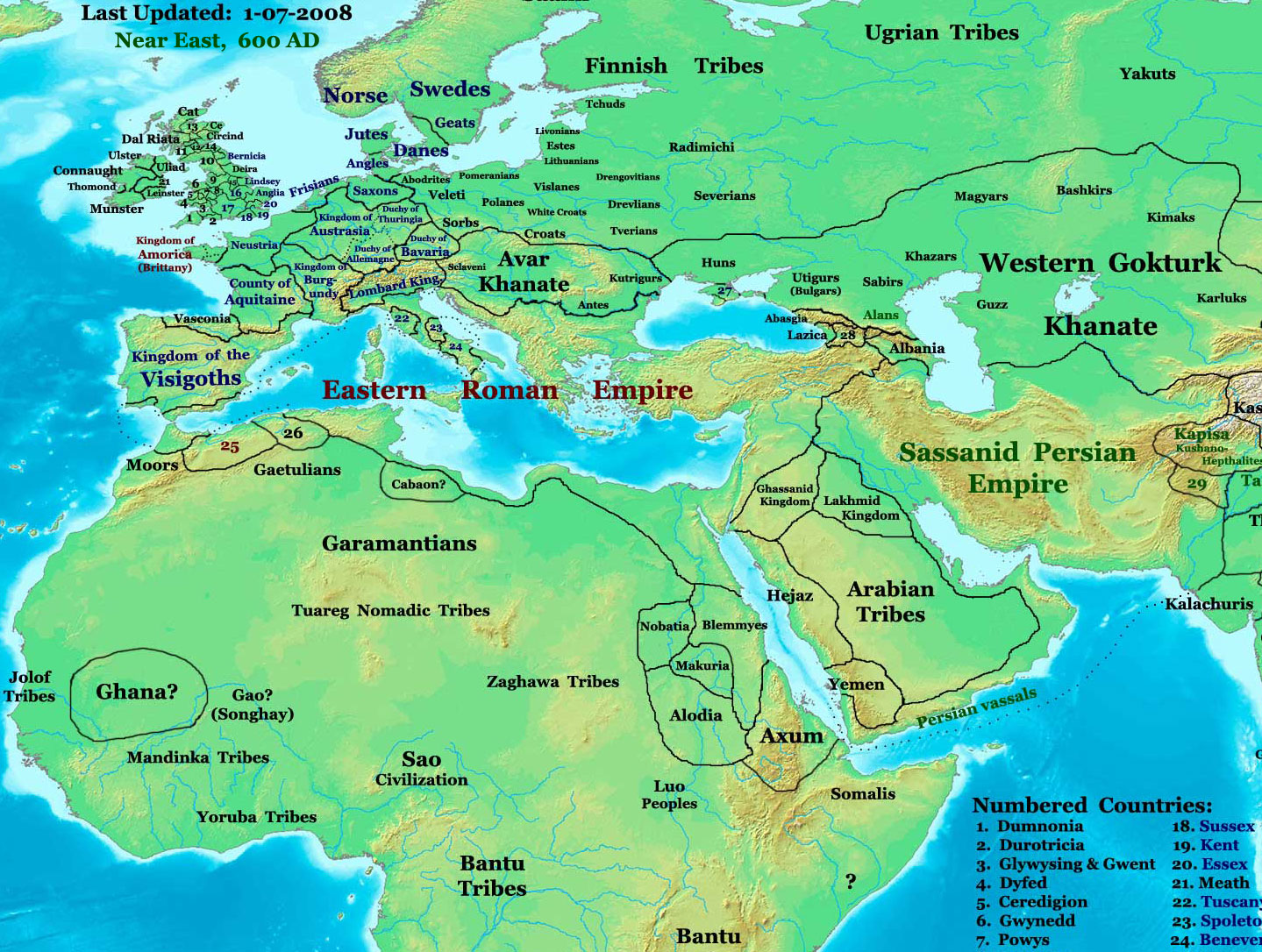
600年的歐亞非大陸的東羅馬帝國、波斯帝國、西突厥汗国（Western Gokturk Khaganate），波斯被夾在中間因此西突厥參戰後，東羅馬在戰爭中開始取得優勢並最終擊敗了波斯

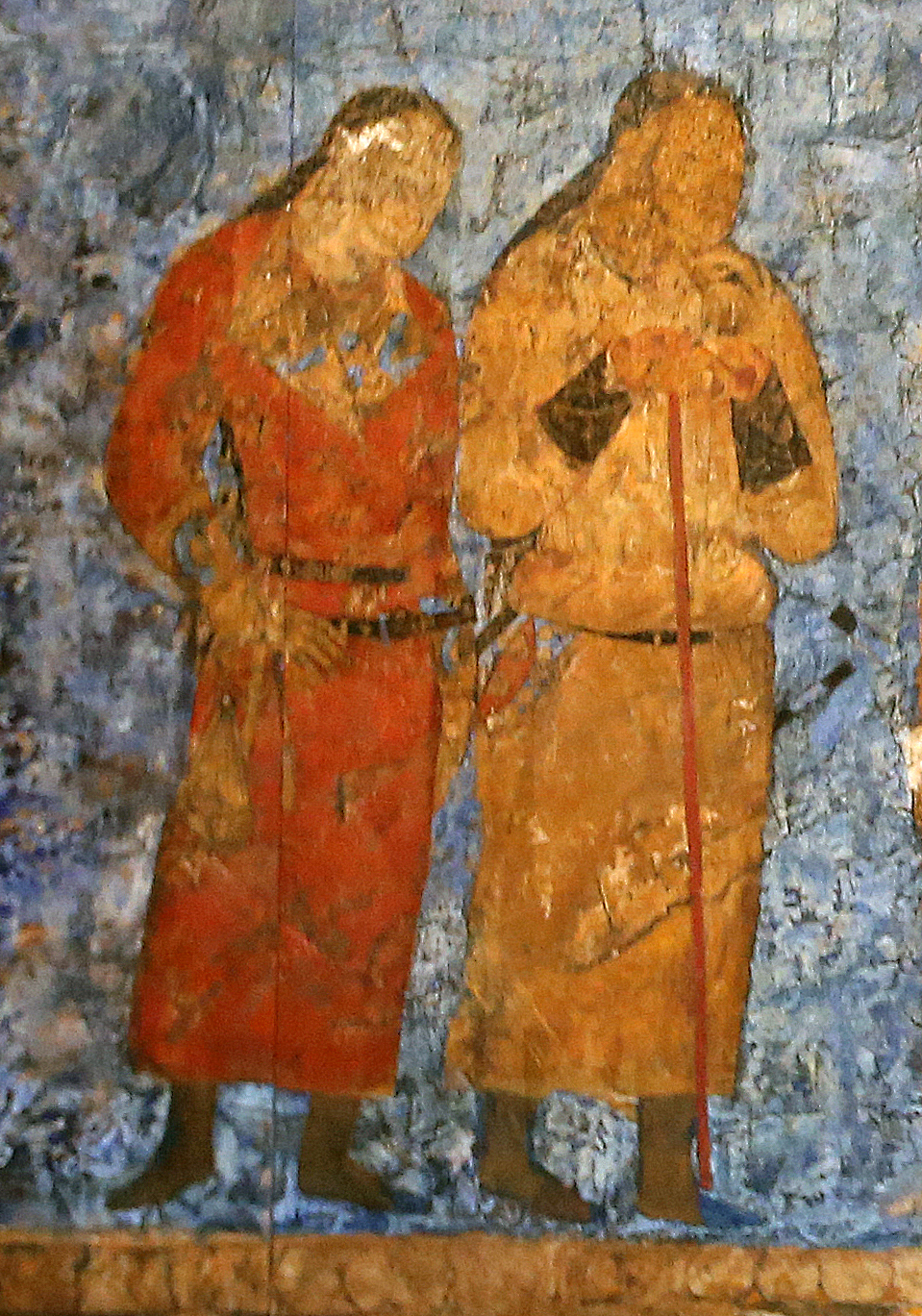
突厥官員覲見撒馬爾罕國王拂呼縵，撒馬爾罕阿弗拉西阿卜壁畫（648-651年）。

西突厥射匱可汗和統葉護可汗恢復與東羅馬帝國的軍事聯盟，東羅馬皇帝希拉克略把女儿優多西婭·歐皮菲尼婭公主（紫衣貴族）許配给统叶护（东罗马帝国史料称之为Ziebel，因统叶护被莫賀咄可汗暗殺，婚約作废），并赠送给他大量财宝，共同對抗波斯帝國薩珊王朝並於628年擊敗薩珊波斯帝國，成功收復了塔里木河和阿姆河沿岸的南部邊界。西突厥的首都是楚河流域的碎葉城，位於今托克莫克東南約6公里處。627年，統葉護在汗国下屬的可薩人和希拉克略的協助下，大規模入侵外高加索，最終攻佔了傑爾賓特和第比利斯。630年4月，統葉護的侄兒步利設派遣突厥騎兵入侵亞美尼亞，他的將軍喬潘答剌罕成功擊敗了剛敗於東羅馬的波斯軍隊。630年，統葉護被暗殺，迫使西突厥撤離外高加索。
西突厥汗國透過阿史那氏（634-639年）的行政改革實現了現代化，並被稱為十箭汗國。這個名字指的是可汗授予其兩個組成部落聯盟——咄陸五姓和弩失畢五姓——十位首領的“十支箭”。這兩個部落聯盟的土地被楚河分割。這種分割滋長了分離主義傾向。不久，咄陸部首領庫布拉特脫離了十箭汗國。他與咄陸部的關係可能存在，但尚未得到證實。唐朝向西突厥汗國及其諸藩屬——塔里木盆地的綠洲諸國發動了戰爭。西元640年，唐朝平定了高昌國，西突厥人敗退。西元644年，唐朝攻打焉耆和攻打龜茲，西突厥被擊敗。西元657年，唐朝將領蘇定方征服了西突厥。唐太宗於西元658年被擁立為突厥可汗。

### 唐朝附庸
唐朝保留了阿史那氏的一位成員作為突厥的傀儡可汗。639年，阿史那結社爾謀害唐太宗未遂，唐太宗被迫遷徙突厥人。這些可汗在同僚中並不受尊敬，到699年，一個新的領導集團——突騎施成立。
657年，唐朝皇帝得以沿著絲綢之路間接統治突厥。唐高宗了任命兩位可汗統治突厥十支部。咄陆部由號稱興昔亡可汗統治，弩失畢部由號稱繼往絕可汗的可汗統治。咄陆五姓對應巴爾喀什湖以東地區，弩失畢五姓對應鹹海以東地區。突厥人如今擁有漢族頭銜，並與他們並肩作戰。西元657年至699年，草原地區統治者眾多，勢力弱小，分裂嚴重，在安西都護府統治下，小規模戰爭不斷，直至突騎施崛起。
後突厥汗國由頡跌利施可汗於681年反抗唐朝後建立。

## 君主列表

### 統一时期
| 君主              | 姓名及另名           | 在位时间      | 备注                                     |
| ----------------- | -------------------- | ------------- | ---------------------------------------- |
| 伊利可汗 Bumin    | 阿史那土門 Tuvu      | 552年         |                                          |
| 乙息記可汗 İssik  | 阿史那科羅 Kara      | 552年—553年   |                                          |
| 木杆可汗 Mukan    | 阿史那俟斤 İrkin     | 553年—572年   |                                          |
| 佗缽可汗 Taspar   | -                    | 572年—581年   |                                          |
| 沙缽略可汗 İşbara | 阿史那攝圖 Şetu      | 581年—587年   | 与沙缽略、阿波、第二、达头等号称四面可汗 |
| 阿波可汗 Apa      | 阿史那大逻便 Töremen | 581年—587年   | 与沙缽略、阿波、第二、达头等号称四面可汗 |
| 第二可汗          | 阿史那庵邏 Amrak     | 581年—约587年 | 与沙缽略、阿波、第二、达头等号称四面可汗 |

### 東突厥汗国时期
| 君主                           | 姓名及另名   | 在位时间    |
| ------------------------------ | ------------ | ----------- |
| 莫何可汗 Baga （又號葉護可汗） | 阿史那處羅侯 | 587年—588年 |
| 都藍可汗 Tulan                 | 阿史那雍虞閭 | 588年—599年 |
| 啟民可汗 Yami                  | 阿史那染干   | 599年—609年 |
| 始畢可汗 Şipi / Serbi / Sibir  | 阿史那咄吉世 | 609年—619年 |
| 處羅可汗 Çula                  | 阿史那奚纯   | 619年—620年 |
| 頡利可汗 İl                    | 阿史那咄苾   | 620年—630年 |

### 西突厥汗国时期
| 君主                             | 姓名及另名          | 在位时间    |
| -------------------------------- | ------------------- | ----------- |
| 葉護可汗 Yabgu                   | 阿史那室點密 İstemi | 552年—575年 |
| 達頭可汗 Tarduş                  | 阿史那玷厥          | 575年—602年 |
| 泥利可汗                         |                     | 587年       |
| 泥厥處羅可汗 Arslan              | 阿史那達曼 Taman    | 603年—611年 |
| 射匮可汗 Şikoey                  |                     | 611年—617年 |
| 統葉護可汗 Tong Yabgu            |                     | 617年—630年 |
| 莫賀咄可汗/莫賀設可汗 Bağatur    |                     | 630年       |
| 肆葉護可汗 Se-Yabgu              | 阿史那咥力特勒      | 630年—632年 |
| 吞阿娄拔奚利咄陆可汗 Bağaşa Tulu | 阿史那泥孰          | 632年—634年 |
| 沙缽羅咥利失可汗 İşbara Teriş    | 阿史那同俄 Tunga    | 634年—639年 |
| 乙毗沙缽羅葉護可汗               | 阿史那薄布特勒      | 639年—641年 |
| 乙毗咄陆可汗                     | 阿史那欲谷          | 638年—653年 |
| 乙毗射匮可汗                     |                     | 642年—653年 |
| 沙缽羅可汗                       | 阿史那賀魯          | 650年—658年 |

### 羈縻時期
- 乙弥泥熟俟利苾可汗李思摩
- 车鼻可汗斛勃
- 泥熟匐可汗
- 伏念可汗

### 後突厥时期
| 君主         | 姓名及另名     | 在位时间    |
| ------------ | -------------- | ----------- |
| 頡跌利可汗   | 阿史那骨咄祿   | 682年—694年 |
| 遷善可汗     | 阿史那环       | 694年—716年 |
| 拓西可汗     | 阿史那匐俱     | 716年       |
| 毗伽可汗     | 阿史那默棘連   | 716年—734年 |
| 伊然可汗     | -              | 734年       |
| 登利可汗     | -              | 734年—741年 |
|              | 阿史那骨咄     | 741年—742年 |
| 頡跌伊施可汗 | （拔悉密酋长） | 742年—744年 |
| 烏蘇米施可汗 |                | 742年—744年 |
| 白眉可汗     | 阿史那鶻隴匐   | 744年—745年 |

## 延伸阅读
[在维基数据编辑]
 《舊唐書·卷194上》，出自刘昫《舊唐書》
 《新唐書·卷215上》，出自《新唐書》